# Ран (фільм)
«Ран» (яп. 乱, ран, китайською та японською «Хаос», «Бунт», або «Повстання») — японська епічна історична драма (дзідайґекі) 1985 року, поставлений режисером Акірою Куросавою. Сюжет стрічки засновано на легендах даймьо́ Морі Мотонарі, а також на трагедії Вільяма Шекспіра «Король Лір». Фільм був відзначений премією BAFTA як найкращий фільм іноземною мовою та низкою інших міжнародних та національних фестивальних та професійних кінонагород. На 1 березня 2024 року фільм займав 144-ту позицію у списку 250 кращих фільмів за версією IMDb.
Український переклад зробила Студія «Омікрон» на замовлення Гуртом..

## Сюжет
Японія, XVI століття. Після спільного полювання з лідерами сусідніх кланів Аябе та Фудзімакі, Хідетора повинен дати їм відповідь — чию з їхніх доньок він візьме за дружину для свого молодшого сина Сабуро. Але замість цього він оголошує про те, що передає перший замок і керівництво над кланом Ітімондзі своєму старшому синові Таро. Другий і третій замок дістаються Дзіро та Сабуро відповідно. Собі ж Хідетора залишає звання, ранг, і 30 осіб свити.
Сабуро виступає з різкою критикою дій Хідетори, за що його позбавляють усього й  виганяють з клану. Фудзімакі вражений манерою поведінки Сабуро, розшукує його і пропонує узяти за дружину свою доньку та жити на його землі.
Таро, під впливом своєї дружини Каеде, починає гнобити Хідетору. Аж до того, що примушує його підписати та скріпити кров'ю офіційне зречення влади у клані. Також Таро вимагає, щоб батько розпустив усю свою свиту і повністю підкорявся йому. Хідетора звинувачує Таро в тому, що він танцює під дудку Каеде, і від'їжджає в другий замок. Каеде говорить Таро, що рада своєму поверненню в замок, тому що вона виросла в там, а Хідетора знищив усіх її родичів і захопив замок.
У другому замку Дзіро відмовляється прийняти Хідетору, якщо той не відмовиться від своєї свити. Ображений Хідетора від'їжджає в поля. Там, разом зі своїми самураями, він голодує, тому що Таро оголосив його вигнаним, і пообіцяв страчувати кожного, хто допомагатиме йому. Селяни при його наближенні покидають села, забираючи з собою усю їжу.
У табір до Хідетора приїжджає самурай Танго і повідомляє, що Сабуро з радістю прийме свого батька на землях Фудзімакі. Хідетора практично вирішує їхати до Сабуро, але в цей час дізнається, що гарнізон третього замку пішов до Фудзімакі. Під впливом генерала Ікоми Хідетора вирішує їхати в третій замок. Блазень Куямі й самурай Танго залишаються в полях самі.
Як тільки Хідетора займає третій замок, його починають штурмувати об'єднані війська Таро і Дзіро. Генерали Ікома й Огуна зрадили Хідетору. Усіх людей Хідетори вбивають. Дружини Хідетори вчиняють самогубство. Під час битви один з генералів, Дзіро, вбиває Таро. Хідетора намагається вчинити сепуку, але його меч зламаний, а інших під рукою немає. Хідетора починає божеволіти. Солдати не наважуються його вбити й дають йому піти.
Куямі й Танго знаходять Хідетору під час бурі, він збирає квіти й практично не реагує на все, що навколо. Вони відводять Хідетору в селянську хижу. Там Хідетора починає помалу приходити до пам'яті. Хазяїном хижі виявляється Цурумару, брат леді Суе, дружини Дзіро. Коли Цурумару, був ще дитиною, Хідетора убив усю його сім'ю, спалив його замок, і наказав його засліпити. Цурумару, хоч і прийняв буддизм, досі відчуває до Хідетори ненависть. Тому Цурумару грає на флейті, щоб хоч таким чином бути гостинним. Від звуків цієї музики Хідетора непритомніє й остаточно втрачає розум.
Дзіро оселяється в замку Таро, виганяє генералів Ікому й Огуну, оскільки не хоче заплямувати себе присутністю зрадників. Леді Каеде спокушає Дзіро й умовляє його вбити свою нинішню дружину Суе.
Хідетора, Танго і Куямі живуть на розвалинах замку сім'ї Суе і Цурумару. Танго вбиває усіх, хто проїжджає повз Ікому й Огуну. Ікома перед смертю кричить, що Дзіро убив Таро, але не вбиватиме Хідетору, поки той божевільний. Танго вирішує їхати за допомогою до Сабуро.
Дзіро намагається умовити генерала Курогане убити Суе, але той відмовляється. Коли ж леді Каеде починає наполягати на тому, щоб Курогане привіз засолену голову Суе, той попереджає Суе про небезпеку.
Армія Сабуро входить на територію клану Ітімондзі. Сабуро повідомляє Дзіро, що хоче лишень забрати батька, і, зробивши це, відразу поїде. Водночас біля кордонів клану з'являються війська Фудзімаки й Аябе. Каеде умовляє Дзеро почати війну.
Суе разом з братом і служницею тікають. Проте Цурумару виявляє, що забув флейту. Служниця вирішує повернутися за нею, домовившись про зустріч з ними на розвалинах родинного замку.
Сабуро разом з десятком вершників вирушає на пошуки батька. Дзіро посилає за ним загін аркебузирів, пообіцявши хорошу нагороду тому, хто уб'є Сабуро, після чого наказує почати атаку на армію Сабуро. Під час битви Дзіро дізнається, що його замок атакований військами Аябе. Він наказує залишити поле бою.
Суе залишає Цурумару самого на розвалинах замку і вирушає за флейтою.
Сабуро знаходить Хідетору, що лежить на спині посеред каменів. Хідетора думає, що помер, і просить не діставати його з могили. Сабуро розмовляє з ним, і до Хідеторе повертається розум. Вони їдуть на коні. Звучить постріл. Сабуро падає на землю, він убитий. Хідетора відштовхує Танго, що намагається його утішити і помирає.
Замок Дзіро в облозі. Прибуває самурай зі згортком. У ньому голова леді Суе. Генерал Курогане вбиває Каеде і просить Дзіро приготуватися до смерті. Війська Аябе наступають.
Сліпий Цурумару стоїть на крутому урвищі біля розвалин фамільного замку.

## У ролях
- Тацуя Накадай ···· князь Хідетора Ітімондзі
- Акіра Терао ···· Таро Ітімондзі
- Незу Джінпачі ···· Дзіро Ітімондзі
- Дайсуке Рю ···· Сабуро Ітімондзі
- Міеко Харада ···· леді Каеде
- Йосіко Міядзакі ···· леді Суе
- Хісасі Іґава ···· Сурі Куроґане
- Піта ···· блазень Кьоамі
- Масаюкі Юі ···· Танго Хіраяма
- Кадзуо Като ···· Каґею Ікома

## Знімальна група
- Автор сценарію — Акіра Куросава, Хідео Огуні, Масато Іде
- Режисер-постановник — Акіра Куросава
- Продюсери — Серж Зільберман, Масато Хара
- Виконавчі продюсери — Кацумі Фурукава
- Асоційований продюсер — Хісао Куросава
- Композитор — Тору Такеміцу
- Оператори — Такао Сайто, Содзі Уеда, Асакадзу Накаі
- Монтаж — Акіра Куросава
- Художники-постановники — Шінобу Муракі, Йошіро Муракі
- Художники-декоратори — Джіро Хірай, Міцуюкі Кімура, Ясуйоші Ототаке, Цунео Шімура, Осумі Тоушо
- Художник по костюмах — Емі Вада

## Цікаві факти
- За зізнанням Акіри Куросави він мріяв зняти фільм понад десять років. Знімання тривало 237 днів, у ньому було залучено рекордні на той момент 12 тисяч статистів і 15 тисяч коней[13].
- Костюми для фільму створювалися вручну два роки. В результаті Ран вийшов найдорожчим фільмом в історії японського кіно[14].
- Замок, зруйнований в середині фільму, був спеціально побудований на схилі гори Фудзі, а потім спалений.
- Під час знімання фільму в 1985 році померла дружина Акіри Куросави Еко Яґуті. Режисер перервав знімання тільки на один день трауру[14].

## Визнання
Загалом фільм отримав 30 фестивальних та професійних кінонагород та 18 номінацій.
| Нагороди та номінації фільму «Ран» | Нагороди та номінації фільму «Ран»         | Нагороди та номінації фільму «Ран»                            | Нагороди та номінації фільму «Ран»      | Нагороди та номінації фільму «Ран» | Нагороди та номінації фільму «Ран» |
| Рік                                | Кінофестиваль/кінопремія                   | Категорія/нагорода                                            | Номінант                                | Результат                          |                                    |
| ---------------------------------- | ------------------------------------------ | ------------------------------------------------------------- | --------------------------------------- | ---------------------------------- | ---------------------------------- |
| 1985                               | Міжнародний кінофестиваль у Сан-Себастьяні | Приз Міжнародної Католицької організації в царині кіно (OCIC) | Ран                                     | Перемога                           |                                    |
| 1985                               | Національна спілка кінокритиків США        | Найкращий фільм                                               | Ран                                     | Перемога                           |                                    |
| 1985                               | Національна спілка кінокритиків США        | Найкращий режисер                                             | Акіра Куросава                          | 2-е місце                          |                                    |
| 1985                               | Національна спілка кінокритиків США        | Найкращий оператор                                            | Такао Сайто, Содзі Уеда, Асакадзу Накаі | Перемога                           |                                    |
| 1985                               | Національна спілка кінокритиків США        | Найкраща акторка другого плану                                | Міеко Харада                            | Перемога                           |                                    |
| 1985                               | Національна рада кінокритиків США          | Найкращий фільм іноземною мовою                               | Ран                                     | Перемога                           |                                    |
| 1985                               | Національна рада кінокритиків США          | Найкращий режисер                                             | Акіра Куросава                          | Перемога                           |                                    |
| 1985                               | Асоціація кінокритиків Лос-Анджелеса       | Найкращий іноземний фільм                                     | Ран                                     | Перемога                           |                                    |
| 1985                               | Асоціація кінокритиків Лос-Анджелеса       | Найкращий режисер                                             | Акіра Куросава                          | 2-е місце                          |                                    |
| 1985                               | Асоціація кінокритиків Лос-Анджелеса       | Найкраща музика                                               | Тору Такеміцу                           | Перемога                           |                                    |
| 1985                               | Спільнота кінокритиків Нью-Йорка           | Найкращий фільм іноземною мовою                               | Ран                                     | Перемога                           |                                    |
| 1985                               | Спільнота кінокритиків Нью-Йорка           | Найкращий режисер                                             | Акіра Куросава                          | 2-е місце                          |                                    |
| 1986                               | Премія Оскар                               | Найкращий режисер                                             | Акіра Куросава                          | Номінація                          |                                    |
| 1986                               | Премія Оскар                               | Найкращий оператор                                            | Такао Сайто, Содзі Уеда, Асакадзу Накаі | Номінація                          |                                    |
| 1986                               | Премія Оскар                               | Найкращий дизайн костюмів                                     | Емі Вада                                | Перемога                           |                                    |
| 1986                               | Премія Оскар                               | Найкращі декорації                                            | Шінобу Муракі, Йошіро Муракі            | Номінація                          |                                    |
| 1986                               | Премія BAFTA                               | Найкращий фільм іноземною мовою                               | Ран                                     | Перемога                           |                                    |
| 1986                               | Премія BAFTA                               | Найкращий грим                                                | Тамеюкі Аймі, Чіхако Найто              | Перемога                           |                                    |
| 1986                               | Премія Японської академії                  | Найкращий актор другого плану                                 | Хітоші Уекі                             | Номінація                          |                                    |
| 1986                               | Премія Японської академії                  | Найкращий оператор                                            | Такао Сайто, Содзі Уеда                 | Номінація                          |                                    |
| 1986                               | Премія Японської академії                  | Найкраще оформлення фільму                                    | Шінобу Муракі, Йошіро Муракі            | Перемога                           |                                    |
| 1986                               | Премія Японської академії                  | Найкраща музика до фільму                                     | Тору Такеміцу                           | Перемога                           |                                    |
| 1986                               | Премія Японської академії                  | Спеціальна премія                                             | Масато Хара                             | Перемога                           |                                    |
| 1986                               | Премія «Блакитна стрічка»                  | Найкращий фільм                                               | Ран                                     | Перемога                           |                                    |
| 1986                               | Премія «Майніті»                           | Найкращий фільм                                               | Ран                                     | Перемога                           |                                    |
| 1986                               | Премія «Майніті»                           | Найкращий режисер                                             | Акіра Куросава                          | Перемога                           |                                    |
| 1986                               | Премія «Майніті»                           | Найкращий актор другого плану                                 | Хісаші Ігава                            | Перемога                           |                                    |
| 1986                               | Премія Боділ                               | Найкращий європейський фільм                                  | Ран                                     | Перемога                           |                                    |
| 1986                               | Премія «Сезар»                             | Найкращий фільм іноземною мовою                               | Ран                                     | Номінація                          |                                    |
| 1986                               | Премія «Сезар»                             | Найкращий постер до фільму                                    | Ран                                     | Номінація                          |                                    |
| 1986                               | Премія Давид ді Донателло                  | Найкращий іноземний фільм                                     | Ран                                     | Номінація                          |                                    |
| 1986                               | Премія Давид ді Донателло                  | Найкращий іноземний режисер                                   | Акіра Куросава                          | Перемога                           |                                    |
| 1986                               | Премія Давид ді Донателло                  | Найкращий іноземний продюсер                                  | Серж Зільберман, Масато Хара            | Номінація                          |                                    |
| 1986                               | Премія «Аманда» (Норвегія)                 | Найкращий іноземний художній фільм                            | Ран                                     | Перемога                           |                                    |